# Ulrich Reuter (Politiker, 1964)

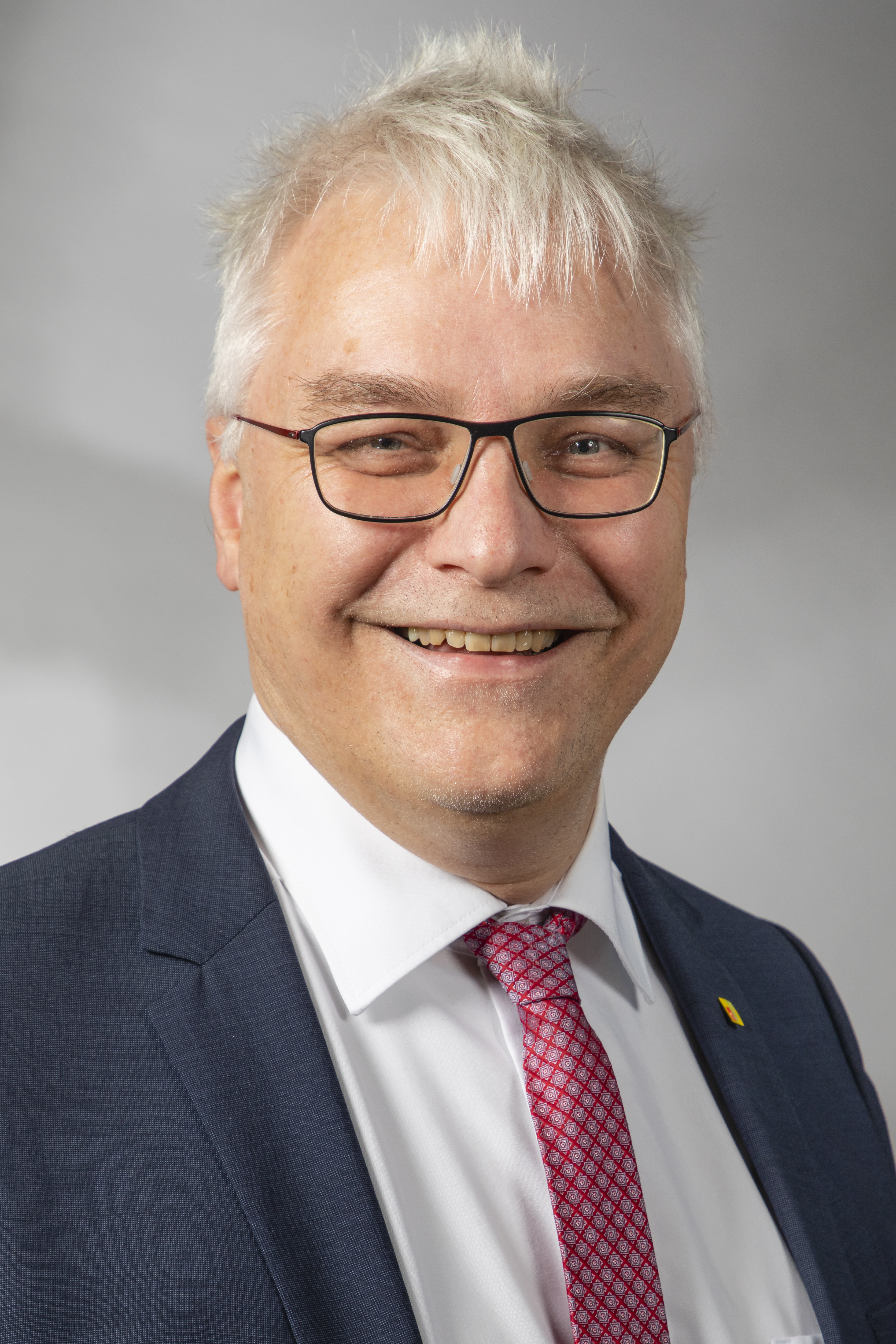
Ulrich Reuter (2019)

Ulrich Reuter (* 19. Dezember 1964 in Hamm, Westfalen) ist ein deutscher Politiker (FDP). Er war von 2017 bis 2022 Abgeordneter im Landtag Nordrhein-Westfalen.

## Leben
Ulrich Reuter absolvierte eine Ausbildung zum Verlagskaufmann. Er ist seit 2009 Mitglied im Rat der Stadt Hamm.
Bei der Landtagswahl in Nordrhein-Westfalen 2012 kandidierte Reuter als Direktkandidat im Wahlkreis Hamm I konnte jedoch kein Mandat erreichen. Fünf Jahre später, bei der Landtagswahl in Nordrhein-Westfalen 2017 zog er über die Landesliste seiner Partei in den Landtag ein. Als Direktkandidat erhielt er 3,4 % (2012) bzw. 6,3 % (2017) der Erststimmen. Nach der Landtagswahl 2022 schied er aus dem Landtag aus.
Reuter ist verheiratet.